# Доктрина Картера

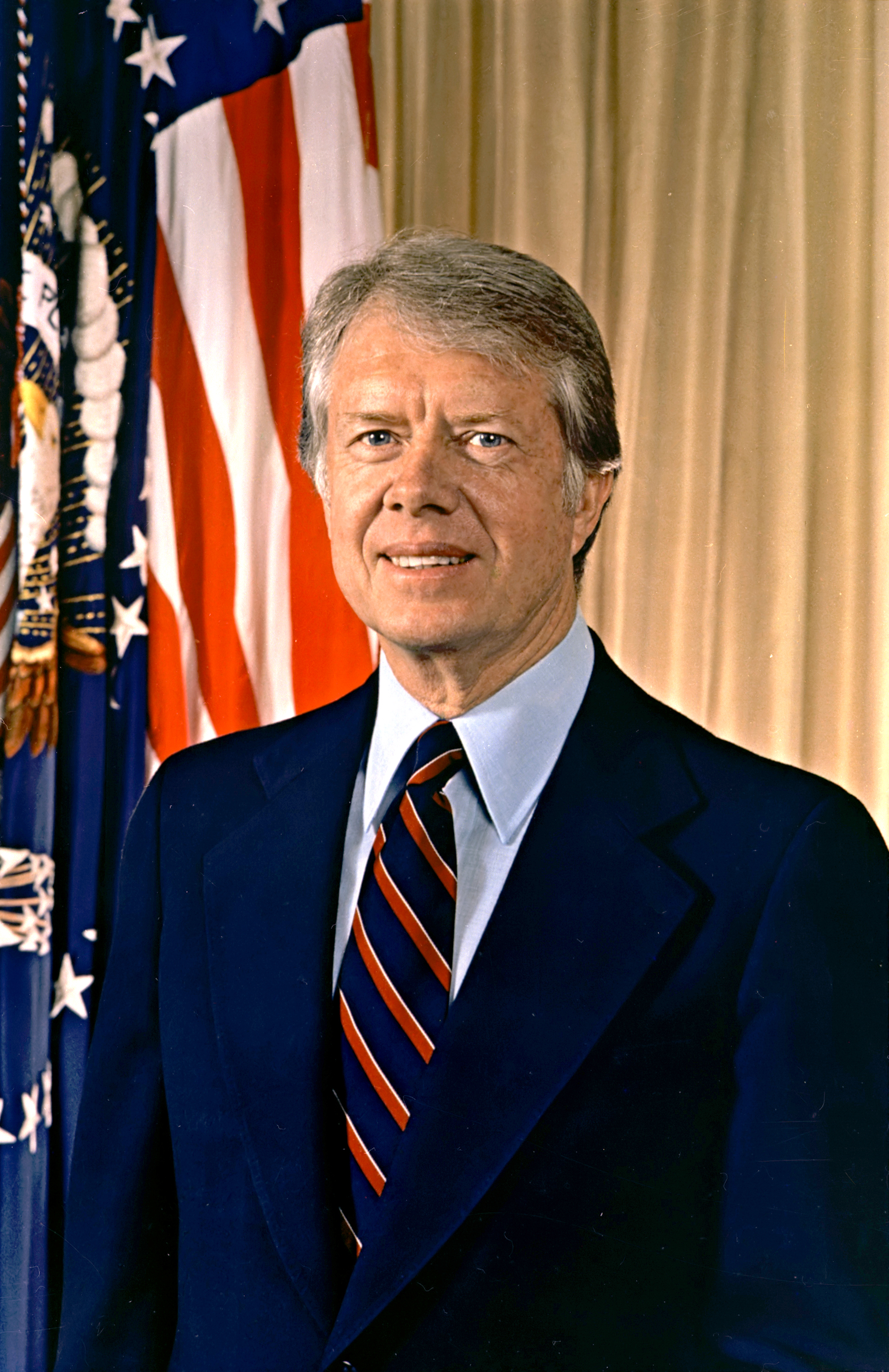
Джиммі Картер

Доктрина Картера (англ. Carter Doctrine) — зовнішньополітична програма, проголошена президентом США Джиммі Картером 23 січня 1980 в посланні Конгресу «Про становище країни» у відповідь на введення радянських військ Афганістан у 1979 році, що мала на меті застосувати політику стримувань Радянського Союзу, супротивника Сполучених Штатів у холодній війні, проти планів радянської світової гегемонії на Близькому Сході. Головна її теза: поширення сфери впливу США на регіон Перської затоки та намір використовувати американську військову силу для захисту своїх національних інтересів на Близькому Сході. 

## Текст заяви
Регіон, який тепер перебуває під загрозою з боку радянських військ в Афганістані, має величезне стратегічне значення: він містить більше ніж дві третини експортованої нафти у світі. Радянські зусилля по встановленню панування над Афганістаном призвели до того, що радянські війська тепер в 300 милях від Індійського океану та близькі до Ормузької протоки, морського шляху, через який проходить більша частина світової нафти. Радянський Союз зараз намагається зміцнити стратегічні позиції, що створює серйозну загрозу для вільного переміщення нафти з Близького Сходу.
Ця ситуація вимагає уважного обмірковування, залізних нервів і рішучих дій не лише цього року, але на багато років вперед. Вона вимагає колективних зусиль для протистояння цій новій загрозі безпеки в районі Перської затоки і в Південно-Західній Азії. Вона вимагає участі всіх тих, хто залежить від нафти з Близького Сходу і хто зацікавлений у глобальному мирі та стабільності. І вона вимагає консультації та тісної співпраці з країнами регіону, які можуть опинитися під загрозою.
Вирішення цього завдання потребують національної волі, дипломатичної та політичної мудрості, економічних жертв, і, звичайно, військового потенціалу. Ми повинні закликати все найкраще, що є в нас, щоб зберегти безпеку цього важливого регіону.
Нехай наша позиція буде абсолютно ясною: спроби будь-яких зовнішніх сил отримати контроль над регіоном Перської затоки будуть розглядатися як посягання на життєво важливі інтереси Сполучених Штатів Америки, і такий напад буде відбито будь-якими необхідними засобами, в тому числі військовою силою.
Оригінальний текст (англ.)
The region which is now threatened by Soviet troops in Afghanistan is of great strategic importance: It contains more than two-thirds of the world's exportable oil. The Soviet effort to dominate Afghanistan has brought Soviet military forces to within 300 miles of the Indian Ocean and close to the Straits of Hormuz, a waterway through which most of the world's oil must flow. The Soviet Union is now attempting to consolidate a strategic position, therefore, that poses a grave threat to the free movement of Middle East oil.
This situation demands careful thought, steady nerves, and resolute action, not only for this year but for many years to come. It demands collective efforts to meet this new threat to security in the Persian Gulf and in Southwest Asia. It demands the participation of all those who rely on oil from the Middle East and who are concerned with global peace and stability. And it demands consultation and close cooperation with countries in the area which might be threatened.
Meeting this challenge will take national will, diplomatic and political wisdom, economic sacrifice, and, of course, military capability. We must call on the best that is in us to preserve the security of this crucial region.
Let our position be absolutely clear: An attempt by any outside force to gain control of the Persian Gulf region will be regarded as an assault on the vital interests of the United States of America, and such an assault will be repelled by any means necessary, including military force.

## Опис
Остання, ключова фраза доктрини Картера була написана Збігнєвом Бжезинським, в той час радником з національної безпеки. Бжезинський змоделював формулювання Доктрини Картера на основі Доктрини Трумена та наполіг, щоб ця пропозиція була включена в промову «щоб стало абсолютно ясно, що Ради повинні триматися подалі від Перської затоки».
У книзі «The Prize: The Epic Quest for Oil, Money, and Power» Даніель Йергін зазначає, що «Доктрини Картера має вражаючі спільні риси» з британською декларацією 1903, в яких британський міністр закордонних справ лорд Лендсдоун попередив Росію та Німеччину, що британці «розцінять створення морської бази або укріпленого порту в Перській затоці будь-якою державою як дуже серйозну загрозу британським інтересам, і ми звичайно повинні чинити опір цьому з усіма засобами, наявними в нашому розпорядженні».